# Loma Verde (Escobar)
Loma Verde es una localidad argentina del partido de Escobar, en la zona norte del Gran Buenos Aires.
Se extiende a ambos lados de la ruta nacional 9, entre los kilómetros 52 y 58. La superficie aproximada es de 16 km² que se recuestan sobre los bañados del río Lujan. 
Según el Censo del año 2022, cuenta con una población de 6.409 (de 14 años y más habitando viviendas particulares).
La Autopista Panamericana representa un límite físico que divide a la localidad entre sus lados Este y Oeste, convirtiéndose de este modo en un obstáculo para una mayor integración de las actividades de sus pobladores.

## Historia
Según cuentan los primeros pobladores la zona se llamaba Huincul Caru, en la voz de los pueblos originarios habitantes de la zona.[cita requerida]
El origen de Loma Verde se fue dando en forma espontánea. A principios del siglo XX en la zona solo había vacas y tambos. Ya por la década del 40 se comenzó a lotear la zona y surgieron los primeros barrios y huertas. Para la década del 60, cuando finalizaron las obras de la ruta Panamericana, muchas familias comenzaron a construir sus viviendas de fin de semana.
El 23 de agosto de 2017 el Concejo Deliberante de Escobar aprobó la ordenanza 5476/17 a través de la cual Loma Verde se convirtió en la sexta localidad del partido de Escobar

### Antecedentes

#### Haras Los Cerros
El Haras Los Cerros ocupa un lugar de importancia en la historia previa a la consolidación de Loma Verde como una zona de casas quintas. Propiedad de Constantino Pelayo, y dedicado a la cría de caballos pura sangre, este establecimiento ubicado en Loma Verde Oeste está asociado a la historia del turf argentino.  Las calles Congreve, Forli, Ribot, Tatán, Old Man, Botafogo, Yatasto, Embrujo y Nigromante homenajean a diferentes caballos de carrera y junto a otra calle que lleva el nombre de Leguizamo evidencian las marcas que dejó el haras en la localidad.  

#### Ciudad Cerutti
Al llegar a Loma Verde, desde el norte, una de las primeras figuras que se distinguen en el horizonte, hacia el Este, son aquellas torres, que aún después de cuatro décadas siguen llamando la atención y ya conforman el paisaje cotidiano del barrio. 
En la década del ‘60 el país se encontraba bajo la dictadura militar del general Juan Carlos Onganía. Por esos años se comenzó construir una “ciudad satélite” que superara los límites hasta ese entonces conocidos; que contara con todos los lujos y a la cual solo los personajes más selectos del país podrían acceder. 
Hasta principios de la década de 1970 funcionó el Motel Los Techos Negros. El motel contaba con dos pabellones de diez habitaciones a cada lado, con baño privado. En el mismo predio estaba un enorme salón para uso de los ocasionales residentes y una enorme cocina equipada para preparar todo lo necesario, no solo como restaurante sino para las elegantes fiestas que allí transcurrieron. 
En 1973 el predio fue adquirido por el Instituto de Servicios Sociales para el Personal Ferroviario. Se construyó otro pabellón y comenzó a funcionar el asilo para jubilados y pensionados ferroviarios, que contaba con médico y enfermeras las 24 h. Hubo un tiempo de bonanza en el cual el Asilo se sustentaba a sí mismo: en el tambo se producía la leche y quesos; la huerta proveía de verduras y los frutales de fruta que, además, se hacían en dulces. Se construyó hasta una capillita, Nuestra Señora de las Nieves. A finales de los noventa el Instituto vendió el predio a la Fundación Evergreen (colectividad taiwanesa), que construyó un muro alrededor.

#### Fundación de la Cooperativa de electricidad
Un grupo de vecinos fundaron el 2 de noviembre de 1969 la Cooperativa Limitada de Consumo Popular de Electricidad y Servicios Anexos de Escobar Norte. Los años 60 transcurrieron sin este servicio debido a que a partir de la fundación de la cooperativa se logró iniciar la distribución de electricidad el 10 de diciembre de 1973.  

## Geografía
Esta zona, en las cercanías del Río Luján, presenta pequeñas ondulaciones y lomadas en forma de barrancas y dan al visitante un pasaje muy pintoresco. Gran parte de Loma Verde se encuentra forestada, con pequeños bosques en la zona y grandes sojales.
Tres pequeños cursos de agua cruzan la localidad a la altura de los kilómetros 52, 54 y 56 de la Ruta Nacional N.º 9 (Ruta Panamericana). 

### Sismicidad
La región responde a la «subfalla del río Paraná», y a la «subfalla del río de la Plata», con sismicidad baja; y su última expresión se produjo el 5 de junio de 1888 (137 años), a las 3.20 UTC-3, con una magnitud en Martínez, aproximadamente de 5,0 en la escala de Richter (terremoto del Río de la Plata de 1888).

### Barrios

##### Loma Verde Este
- Cooperativa
- Las Cardas
- Santa Marta

#### Loma Verde Oeste
- Huincul Caru
- Los Cerros
- Loteo Pie
- Santa Rita

#### Urbanizaciones cerradas
- Don Segundo
- Haras Santa María
- El Aromo
- Loma Verde
- Los Nogales
- Mi Campo

## Educación y cultura

### Escuelas públicas

#### Nivel inicial
- Jardín de infantes Nº 921. Graciela Zubizarreta de Pickel. Ricardo Rojas 1722 (Loma Verde Este)
- Jardín de infantes municipal. El Jacarandá. 119 y Colectora Este, Ramal Escobar

#### Primaria básica
- Escuela de Educación Primaria EEP 3. Ricardo Rojas. Ricardo Rojas 1761 (Loma Verde Este)

#### Secundaria
- Escuela Secundaria EES 12. Raúl Alfonsín. Ricardo Rojas 1761 (Loma Verde Este)
- Secundaria de Adultos. CENS 455. Ricardo Rojas 1761 (Loma Verde Este)

### Biblioteca
- Biblioteca 20 de junio- Calle 119 y Colectora Este, Ramal Escobar

## Administración Municipal

### Unidades de Gestión Comunitaria
- UGC LV 1 (ex UGC 8). 119 y Colectora Este, Ramal Escobar
- UGC LV 2 (ex UGC 26). Los Cerros 575 (Loma Verde Oeste)

### Delegación de Operaciones Territoriales
- DOT Loma Verde. Colectora Este, Ramal Escobar

## Personalidades
- Pablo Rocci, de profesión constructor, dedicó su vida a realizar una ARGENTINA Grande. Desarrolló su vida profesional durante 30 años en el INTI como científico e investigador para mejorar la industria plástica.
- Fernando de la Rúa falleció en Loma Verde en 2019.

## Servicios
- Electricidad: Cooperativa de Electricidad Escobar Norte.
- Internet: Cooperativa de Electricidad Escobar Norte.
- Gas: Gas Natural Fenosa.

## Lugares para visitar
- Jardín Botánico "La Quintina".
- Calle privada" El Castillo", sobre calle Boote.
- Viveros y jardines en la zona.
- Centro comercial y área de servicios en la entrada del barrio. Heladería y restaurantes.
- Alojamiento: Hostería Loma Verde.
- Centro tradicional "El Molino"